# Michael Hardie Boys
Michael Hardie Boys (ur. 6 października 1931 w Wellington, zm. 29 grudnia 2023) – nowozelandzki prawnik i polityk, w latach 1996–2001 gubernator generalny Nowej Zelandii.

## Życiorys
Ukończył studia prawnicze, po czym podjął praktykę adwokacką. W 1980 uzyskał nominację sędziowską, a dziewięć lat później został awansowany na sędziego Sądu Apelacyjnego. 

Herb sir Michaela Hardiego Boysa

W 1996 objął formalnie najwyższe w państwie stanowisko gubernatora generalnego. Pomimo stawianego osobom pełniącym ten urząd wymogu apolityczności, kilkakrotnie wywoływał kontrowersje, otwarcie wypowiadając się w bieżących sprawach. Na początku swojej kadencji sprzeciwił się pomysłowi ówczesnej minister ds. młodzieży, aby ułatwić młodym ludziom dostęp do antykoncepcji. Z kolei pod koniec swego urzędowania protestował przeciwko likwidacji nowozelandzkich wojsk przeciwlotniczych.
Po odejściu ze stanowiska przyjął zaproszenie władz Kiribati, aby zasiąść w Sądzie Najwyższym tego państwa. W 2004 wyraził swój sprzeciw wobec pomysłów, aby Nowa Zelandia została republiką. W jednym z wywiadów powiedział na ten temat: "Nie naprawiajmy czegoś, co nie jest zepsute".